# Општа болница Врање
Општa болницa Врање је здравствена установа у систему здравства Србије на подручју Пчињског управног округа која здравствену делатност обавља на секундарном нивоу здравствене заштите, који обухвата специјалистичко-консултативну и болничку здравствену делатност. 

## Положај
Опште болнице се налази у Улици Ј.Ј.Лунге 1, у Врању, граду и седишту истоимене општине, који чине град Врање и шест општина, Бујановац, Владичин Хан, Прешево, Сурдулица и Трговиште, са 363 насеља у којима живи око 250.000 становника. Са становницима Пчињског округа, као и становницима Косовског Поморавља за услуге здравствене заштите у овој Болници обраћа се 300.000 становника 
Болница, која се за терцијални ниво здравствене заштите ослања на Клиничког центра у Нишу, удаљена је северно од Врања око 120 километара ауто-путем Прешево - Ниш — Београд.

## Историја
Прва болница у Врању, под називом Окружна болница у Врању, основана је 22. децембра 1881. године у претходно адаптираној згради бившег Сулејман-беговог конака, за чијег првог управника је одређен др Фрања Копша, родом из Идрије Крањске, који је студије медицине завршаио у Бечу. 
Заправо све је почело када је др Фрањо Копше крајем 1877. године као војни лекар у армији генерала Белимарковића 1878. године, током ослобађања Врања од Турака,отворио на перифери ји Врања, унапуштеном сарају Сулејман-бега, привремену војну болницу са затеченим залихама лекова ко ји су се користили за болничко и амбулантно лечење грађана Врања. Др Копше је  2. фебруара 1879. године постављен прво за цивилног лекара, окружног физикуса врањског округа, а са формирањем Окружне болнице постао је 22. децембра 1882. године њен први управник.
Болница је у овој згради имала три болесничке собе, а у болничком дворишту, две мање зграде у којима је су биле смештене канцеларија, апотека, болнички магацин, кухиња и болнички магацин хране. У овом објекту болница је радила од 1881. до 1886. године и била седиште цивилне и војне гарнизонске болнице.
У нову зграду болница се преселиле 1886. године, захваљујући др Фрањи Копшу, који је у конаку откупљеном од Турака, финансирао оснивање болнице сопственим новцем. 
После др Фрање Копше у историју настајања Опште болнице Врање забележени у књизи др Вукашина Антића, „Болница у Врању“, уписали су се:
- Грк др Атанас Кујас, први високо школовани лекар који је у Врање стигао годину дана пре ослобођења од отоманске власти и са собом донео хируршке и гинеколошке инструменте, те богату медицинску библиотеку, затим

- Пионири медицине у Врању, др Ђура Кустудић, др Никола Ђурић, др Панајот Костић.
- Једна жена Др Станислава Симоновић, удата Илић, позната као Гочобанка,
- Др Драгољуб Михајловић, др Александар Констатиновић, др Тома Јовановић, др Ксенија Митровић-Аћимовић.

### Болница у Великом рату
У време Великог рата функцију Окружне болнице у Врању обављала је Болница жена Шкотске јединица „Америка“ смештена у врањској касарни. Ова јединица је октобра 1918. године дошла у Врање по наређењу начелника санитета српске војске пуковника др Ђоке Владисављевића. Припаднице ове болнице напустила су Острово у коме су радила у време пробоја солунског фронта и дошле у Врање у комеје де је њихова помоћ била најпотребнија, јер од Скопља до Ниша није било ниједне болнице, а у Врању није било лекара, јер од 8 колико их је било пре Великог рата прем инуло је 7 а једини преживели лекар је постављен за лекара у Војној болници у Куманову. 
Иако је рат завршен његове трагичне последице су се и даље осећале. У варош су се враћали демобилисани Врањанци а по њиховим кућама владао је шпански грип. Након епидемије шпанског грипа, болницу је чекала и епидемија пегавца с почетка 1919. године. Шест медицинских сестара које су добиле пегави тифус је оздравило, али је преминула Агнес Ерл, превијајући ногу болесника оболелог од пегавца. На њену сахрану дошло је на хиљаде људи из Врања и околине.
Када је епидемија санирана у априлу 1919. одељење за пегави тифус, било је претворено у хируршко, у које су нагрнули сви они грађани који су били на листи чекања за операцију. Отворено је и дечје хируршко и гинеколошко одељење.
У Врању је болница радила годину дана, до октобра 1919. године и у овом делу Србије дала највећи могући допринос у сузбијању епидемија шпанске грознице и пегавца, и пружању опште медицинске, гинеколошке, педијатријске и хируршке помоћи војницима и цивилном становништву Врања и околине. Тако је ова болница постала једина страна болница која је на тлу Србије радила и годину дана у миру, након завршетка ратних операција, помажући Србији, онда када је то било најпотребније. Пре потпуног престанка рада мисије Шкотских жена, леди Хатон је помогла да се у Врању отвори окружна болница, за целокупни допринос она је добила је Орден св. Саве и Орден Белог орла.
Када је болница предата српским властима, већина чланова Болнице шкотских жена — Јединица „Америка“ се вратило кући и наставила своје предратне животе, док су друге остале у Србији да би наставиле пружати медицинску помоћ Српском народу у тешком послератном периоду.

### Болница између два рата
Када је средином октобра 1919. године завршена мисија Болнице шкотских жена — Јединица „Америка“ у Врању, окружна болница је врло брзо реорганизована и постала темељ обнове и даљег развоја здравства у Врању, а Болница је из врањске касарне пребачена у приватну кућу у данашњој Душановој улици. За  њеног управника постављен је др Панта Костић.
У јесен 1928. године на име немачке надокнаде за ратну штету учињену у Велком рату, у Врању је подигнута једна а 1929. године и друга Декерова барака, у којима је формирана Нова болница, нешто изнад данашњег Антитуберколозног диспанзера.
Захваљујући др Антуну Сасу  1936. године Окружне болнице (касније названа Бановинске болнице „Џона Фротингама“ ) из тада већ трошних Декерових барака пресељена је зграду Американског дома за ратну сирочад, који је престао са радом 1934. године.
Београдски трговац, рођени Врањанац, Јован Јанковић Лунга изградио је Хируршки павиљон са свим потребама за тадашњу модерну хирургију. Павиљон је освештан и отворен 17. јула 1938. године. Први начелник формираног Хируршког одељења био је др Слободан Паламаревић, који ће касније постати једна од најзаслужнија личност за развој хирургије у Врању.
Тако је тек у четвртој децени ји 20. века Врање добило комплетни ју здравствену службу, ко ју су чиниле болничка, среска, општинска градска, општинска сеоска здравствена служба, служба соци јалног здравственогосигурања и служба превентивне медицине.
- Хируршки павиљон
- Позивница за отварање Хируршког павиљона

### Болница након Другог светског рата
По завршетку другог светског у Врању се оснивају две најзначајније здравствене установе Врањског округа, Дом народног здравља и Општа болница, чије оснивање је помогла Управа Уједињених нација за помоћ и обнову која је упутила врањској болници 200 болесничких кревета, нешто постељине, као и нову медицинску опрему. 
У болници су тако с краја 1940-тих створени услови за обнову рада и за отварање првих одељења. Међу првима је отворено Дечје одељење, чији је оснивач и први шеф била докторка Ксенија Митровић-Аћимовић. Оснивају се потом Интерно, Инфективно, Грудно и Гинеколошко-акушерско одељење и тако редом. 
После ослобођења Врања 1944. године, све три приватне апотеке радиле су по ранијем закону за приватне апотеке. Одлуком Градског народног одбора у Врању бр. 21206 од 14. октобра 1948. године, основана је Градска народна апотека у Врању као државно привредно предузеће локалног значаја.
Почетком седамдесетих година 20. века изграђено је ново здање Интерног одељења, а нова зграда Дечјег одељења саграђена је 1969. године одмах поред новог здања Интерног одељења. 
Током 1958. године Општа среска болница отварила је Оториноларинголошко одељење а његов први начелник је био др Драгомир Здравковић. 
Следи 1964. године основање Неуропсихијатријског одељење, чији је оснивач и био др Александар Митревски, лекар скопске Неуропсихијатријске клинике. Те године почиње са радом и Радиологија када добија читав један спрат у новоизграђеној згради Интерног одељења, и модерна биохемијска лабораторија која је усељена у нову зграду Интерног одељења, као и болничка апотека.
Трећа етапа у изградњи болнице завршена је 1973. године и подразумевала је изградњу нове зграде и формирање и организацију нових одељења болнице, Ортопедског, Уролошког, Очног.
Уследила је и четврта етапа  у изградњи болнице која је обухватила изградњу Инфективног и Грудног одељења 1975. године, као и Гинеколошко-акушерског одељења 1980. године и Службе за патологију (основана 1978. године).
Данас се Врањска болница налази пред завршетком пројекта који ће заменити Болницу павиљонског типа каква је она сада са свим својим недостацима.

## Делатност
Општа болница у Врању обавља поликлиничку и стационарну здравствену делатност, у оквиру које:
- Прати здравствено стање становништва и здравствену заштиту у областима за које је основана и преузима и предлаже мере за њихово унапређење;
- Прати и спроводи методе и поступке превенције, дијагностике, лечења и рехабилитације засноване на доказима, а нарочито оне утврђене стручно-методолошким протоколима;
- Обезбеђује услове за стручно усавршавање запослених и за унапређење организације и услова рада;
- Спроводи мере ради спречавања нежељених компликација и последица при пружању здравствене заштите, као и мере опште безбедности за време боравка пацијената у Општој болници у Прокупљу и обезбеђује сталну контролу спровођења ових мера;
- Организује и спроводи мере у случају елементарних и других већих непогода а у оквиру својих делатности врши послове одбране земље који се односе на планирање, организовње, припремање и оспособљавање за рад у случају ратног и ванредног стања
- Одговорна је за вршење услуга из делатности за коју је регистрована, на нивоу утврђенх планова одбране и одлука надлежних органа;
- Организује и спроводи стручно усавршавање здравствених радника, здравствених сарадника и осталих запослених у Болници ради унапређења квалитета стручног рада и проверу тих мера ;
- Организује и спроводи мере сталног унапређења квалитета стручног рада и спроводи његову унутрашњу проверу;
- Спроводи мере ради спречавања нежељених компликација и последица при пружању здравствене заштите
- Спроводи мере опште безбедности за време боравка пацијената у Општој болници Прокупље и обезбеђује сталну контролу ових мера.

## Организација рада
Општа болница Врање обавља здравствену делатност на секундарном нивоу која обухвата: 
- пријем и збрињавање ургентних стања,
- специјалистичко консултативне прегледе,
- дијагностичку обраду,
- лечење и рехабилитацију

## Резултати рада
| Капацитет и коришћење Опште болнице Врање у 2015. години. | Капацитет и коришћење Опште болнице Врање у 2015. години. | Капацитет и коришћење Опште болнице Врање у 2015. години. | Капацитет и коришћење Опште болнице Врање у 2015. години. | Капацитет и коришћење Опште болнице Врање у 2015. години. | Капацитет и коришћење Опште болнице Врање у 2015. години. |
| Број постеља                                              | Број исписаних болесника                                  | Број дана лечења                                          | Просечна дужина лечења (дани)                             | Просечна дневна заузетост постеља (%)                     | Обрт болничких постеља                                    |
| --------------------------------------------------------- | --------------------------------------------------------- | --------------------------------------------------------- | --------------------------------------------------------- | --------------------------------------------------------- | --------------------------------------------------------- |
| 501                                                       | 13.918                                                    | 98.685                                                    | 7,1                                                       | 54,0                                                      | 27,8                                                      |

## Организациона структура
Општа болница која обавља стационарну и специјалистичко – консултативну делатност и друге делатности преко организоване службе за обављање специјалистичко – консултативне и стационарне здравствене делатности и друге делатности организована је на следећи начин:
Управни органи
- Директор
- Управни одбор
- Надзорни одбор

Стручни органи Опште болнице
- Стручни савет
- Стручни колегијум
- Етички одбор
- Комисија за унапређење квалитета рада

Одељења, медицинске и немедицинске службе
Организациона структура одељења, медицинских и немедицинских служби приказана је на доњој табели:
| Одељења, медицинске и немедицинске службе Опште болнице Врање. | Одељења, медицинске и немедицинске службе Опште болнице Врање. | Одељења, медицинске и немедицинске службе Опште болнице Врање. |
| Одељења                                                        | Службе                                                         | Заједничке немедицинске службе                                 |
| -------------------------------------------------------------- | -------------------------------------------------------------- | -------------------------------------------------------------- |
| Пријемно тријажно                                              | Служба за трансфузију крви                                     | Сектор за опште и правне послове                               |
| Интерно                                                        | Служба за клиничкој биохемијску лабораторијску дијагностику    | Сектор за финансијско економске послове                        |
| Хируршко                                                       | Служба за патологију                                           |                                                                |
| Гинеколошко-акушерско                                          | Служба за радиологију                                          |                                                                |
| Дечије                                                         | Служба за анестезиологију и реаниматологију                    |                                                                |
| Психијатријско                                                 | Служба за медицинско снабдевање                                |                                                                |
| Неуролошко                                                     | Служба за физикалну медицину и рехабилитацију                  |                                                                |
| Очно                                                           | Дневна болница                                                 |                                                                |
| Уролошко                                                       |                                                                |                                                                |
| Ортопедско и трауматолошко                                     |                                                                |                                                                |
| Инфективно                                                     |                                                                |                                                                |
| ОРЛ                                                            |                                                                |                                                                |